# Девять жизней (фильм, 2016)
«Девять жизней» (англ. Nine Lives) — франко-китайская комедия 2016 года режиссёра Барри Зонненфельда. Мировая премьера состоялась 3 августа 2016 года, в России — 1 сентября.

## Сюжет
Бизнесмен Том Бренд (Кевин Спейси) полностью погружен в работу над проектом строительства самого высокого здания в Северном полушарии. Ему не хватает времени на полноценную семейную жизнь и общение с дочерью, которая мечтает получить на день рождения кота. В последний момент Том успевает купить в зоомагазине питомца для дочери, но в результате несчастного случая впадает в кому. С его уходом в компании (управление которой перенимает его сын) по поводу проекта начинаются споры и разногласия.
Очнувшись, он понимает, что оказался в теле того самого кота. Теперь, если Том не хочет остаться навсегда котом, ему нужно доказать любовь к своей семье.

## В ролях
| Актёр            | Роль                                     |
| ---------------- | ---------------------------------------- |
| Кевин Спейси     | Том Бренд                                |
| Дженнифер Гарнер | Лара Бренд вторая жена Тома              |
| Робби Амелл      | Дэвид Бренд сын Тома от первого брака    |
| Шерил Хайнс      | Мэдисон Кэмден первая жена Тома          |
| Малина Вайсман   | Ребекка Бренд дочь Тома от второго брака |
| Кристофер Уокен  | Феликс Перкинс                           |
| Марк Консуэлос   | Йен Кокс                                 |
| Тедди Сирс       | Джош                                     |
| Талита Бейтман   | Николь дочь Мэдисон от второго брака     |

## Производство
12 января 2015 года было объявлено, что режиссером фильма станет Барри Зонненфельд . 28 января 2015 года к актерскому составу присоединился Кевин Спейси. 25 марта 2015 года к актерскому составу присоединилась Малина Вайсман, а 31 марта Кристофер Уокен был выбран на роль Феликса Перкинса, владельца мистического зоомагазина. В апреле 2015 года к актерскому составу присоединились Дженнифер Гарнер, Робби Амелл, Марк Консуэлос и Талита Бейтмантоже.

## Критика
Фильм получил крайне негативные отзывы кинокритиков. На сайте Rotten Tomatoes у фильма 14 % положительных рецензий из 72 рецензий. На Metacritic — 11 баллов из 100 на основе 16 рецензий.
Дэвид Эрлих из IndieWire поставил фильму оценку «D», заявив, что фильм «менее забавен, чем обычная кошачья гифка». Питер Трэверс из Rolling Stone поставил фильму 0 звёзд из 4.